# Tipula (Savtshenkia) hancocki
Tipula (Savtshenkia) hancocki is een tweevleugelige uit de familie langpootmuggen (Tipulidae). De soort komt voor in het Afrotropisch gebied.